# 値洗い
値洗い（ねあらい）とは、資産の価値を時価で再評価すること。
先物取引においては現在持っている建玉から未決済の損益を算出することを言う。株式取引では含み益、含み損と呼ばれる。売り注文ならその時点で仕切り買い、買い注文ならその時点での仕切り売りをした場合の仮想的損益。
仕切り注文時に反対売買がないと成り行き値はその時点での現在値で約定するとは限らず、実際の値動きと値洗いが異なることがある。限月が遠い場合は出来高が大きく現在値で約定する可能性が高いが、限月が近づくにつれ取引が少なくなり現在値と離れた価格で約定する危険を伴う。このため先物取引においては最も遠い限月の売買が行われ限月が近いものは取引が極端に減る傾向にある。先物取引においては現物を売買する目的以外、1〜3カ月以内に仕切るのが通例である。